# Nina Heinemann
Nina-Vanessa Heinemann (* 16. April 1980 in Münster) ist eine deutsche Hoteltesterin, Reiseexpertin und Reisemoderatorin.

## Leben
Sie studierte Tourismus- und Eventmanagement und sammelte Arbeitserfahrungen als Leiterin eines Hotels in der Schweiz. Während ihrer Arbeit bei L’Oréal wurde sie bei einem von HolidayCheck und Focus TV veranstalteten Casting entdeckt. Im September 2008 begann ihre Anstellung bei der HolidayCheck AG.
Im November 2013 wurde sie Mutter einer Tochter.

## Fernsehen
Zuerst war sie bei Sat.1 (Focus TV) und ZDF (WISO, ZDF.reportage) zu sehen. Danach folgten bis Mitte 2011 Kabel 1 (Achtung Kontrolle! – Einsatz für die Ordnungshüter, Mein Revier, Urlaub Undercover, Abenteuer Leben), Sat.1 (Das Sat.1-Magazin) und ProSieben (taff, Galileo).
Von Januar bis September 2012 moderierte sie zusammen mit Tanja Gutmann das TV-Reisemagazin Die HolidayChecker – der grosse Ferientest, welches auf Sat.1 Schweiz zu sehen war.
Seit 2013 ist Heinemann zeitweise Gast im Sat.1-Frühstücksfernsehen mit Ninas Welt, wo sie Reise- und Ferientipps gibt.